# Joseph-François Marie
Joseph-François Marie, dit l’abbé Marie (né le 25 novembre 1738 à Rodez – mort le 24 février 1801 à Memel en Prusse-Orientale) est un mathématicien français. 

## Biographie
Prébendier de la chapelle Saint-Maurice de Rodez, il étudie la théologie à la Sorbonne et est ordonné prêtre par Christophe de Beaumont, archevêque de Paris. Il enseigne la philosophie au collège de Plessis puis (1762) succède à l'abbé de Lacaille à la chaire de mathématiques du Collège Mazarin. Avec l'abbé Guénée, il exerce en 1782 la charge de sous-précepteur du duc d'Angoulême, et obtient l'année suivante l'abbaye de Saint-Amant-de-Boixe. À la Révolution, il accompagne en exil au palais de Mittau la famille du comte de Provence, lequel lui confie plusieurs missions. L'abbé Marie est retrouvé poignardé dans son lit au matin du 24 février 1801.

## Écrits
- Traité de méchanique, Paris, Veuve Desaint, 1774.
- (it) Leçons élémentaires de mathématiques, Florence, Guglielmo Piatti, Pietro Allegrini, 1803 (lire en ligne)
- (en coll. avec N.-L. de La Caille et J. de Lalande) Tables de logarithmes pour les sinus et tangentes (...) pour tous les nombres naturels, depuis 1 jusqu'à 21.600 Nouvelle édition (1781)
- Trad. en français, en coll. avec l'abbé Godescart,  de la Vie des pères, martyrs, et autres principaux saints, de l'apologiste anglais Alban Butler (1784).
- Odes sur la mort de Catherine II, impératrice de toutes les Russies (1797)